# Beinn Lochain
Beinn Lochain är ett berg i Storbritannien.   Det ligger i kommunen Argyll and Bute och riksdelen Skottland, i den nordvästra delen av landet, 600 km nordväst om huvudstaden London. Toppen på Beinn Lochain är 703 meter över havet, eller 489 meter över den omgivande terrängen. Bredden vid basen är 8,9 km.
Terrängen runt Beinn Lochain är huvudsakligen kuperad.Runt Beinn Lochain är det mycket glesbefolkat, med 4 invånare per kvadratkilometer. Närmaste större samhälle är Cove, 19,4 km söder om Beinn Lochain. I omgivningarna runt Beinn Lochain växer i huvudsak blandskog.